# کوه چیون
کوه چیون (روسی: Гора Чён) یک رشته‌کوه در یاقوتستان کشور روسیه است.